# رياض ديار بكرلي
رياض ديار بكرلي (1936 – 30 تشرين الثاني 2019) مخرج سوري، وأحد مؤسسي التلفزيون السوري سنة 1960. كان مُقِلاً في أعماله ولكن نتاجه الفني كان نوعياً، ما بين السهرات التلفزيونية والمسلسلات الدرامية التي كان أشهرها مسلسل بريمو عام 1977، بطولة رفيق سبيعي وهاني الروماني، ومسلسل الأخوة بجزئيه، تأليف زوجته المخرجة رويدا الجراح التي شكل معها ثنائي فني ناجح.
شارك في تأسيس وافتتاح تلفزيون المملكة العربية السعودية عام 1965، وهو أحد مؤسسي نقابة الفنانين السوريين وكان نائباً لنقيب الفنانيين حتى عام 1989.

## البداية
ولد رياض ديار بكرلي في حي ركن الدين في دمشق، كان والده ضابطاً في الشرطة السورية أيام الانتداب الفرنسي. درس في مدرسة الملك العادل، وفي مطلع شهر آب من عام 1960 عُيّن مديراً للاستوديو في التلفزيون السوري بعد أسابيع من افتتاحه – يوم كانت البرامج تُبث على الهواء مباشرة من قمّة جبل قاسيون – وظل في منصبه لمدة ثمانية أشهر قبل أن ينتقل إلى الإخراج التلفزيوني. كان الفنان عبد اللطيف فتحي يومها من نجوم سورية الأوائل، وبينما كان التلفزيون يبث برنامج “المسرح الصغير- عرائس” فتح عبد اللطيف باب الأستوديو دون إنذار، فطلب إليه ديار بكرلي ألا يتحرك، حتى إذا جاء وقت الفاصل الموسيقي قال له: “يا أستاذ عبد اللطيف أنت خالفتَ النظام، كيف تسمح لنفسك أن تدخل علينا ونحن على الهواء؟”
بعد انتهاء الإرسال اتصل مدير التلفزيون صباح قباني بديار بكرلي وطلب منه زيارته في الإدارة. فلما التقاه أثنى على نشاطه وتقيده بالنظام، وأخبره بأن عبد اللطيف فتحي اشتكى منه وطلب نقله كعقوبة إلى دائرة المنوعات. كان المخرج خلدون المالح يرأس دائرة المنوعات يومها، فعمل رياض ديار بكرلي معاوناً له، وقدما معاً برنامج “سهرة دمشق” بطولة الثنائي دريد لحام ونهاد قلعي.

## أعماله التلفزيونية
في سنة 1962، أخرج تمثيلية بعنوان “أستاذ ترلم” للقصاص الشعبي حكمت محسن، بطولة تيسير السعدي وهالة شوكت. أوفد بعدها إلى ألمانيا الغربية لاتباع دورة إخراجية في تلفزيون مدينة كولونيا استمرت حتى مطلع عام 19،63 وعمل مخرجاً في محطة تلفزيون فرنكفورت لمدة ثلاثة عشر شهراً. سافر رياض ديار بكرلي إلى الرياض سنة 1965 للمشاركة في تأسيس التلفزيون السعودي، وفي سنة 1967 قدّم برنامجاً تمثيلياً في سورية منوعاً بعنوان “سلامات” تضمن فقرات غنائية كوميدية، كتبته زوجته رويدا الجراح بالتعاون مع الكاتب الفلسطيني أحمد قبلاوي.
وفي سنة 1977 أخرج ديار بكرلي أول مسلسلاته الدرامية الطويلة بعنوان بريمو، تأليف أحمد قبلاوي أيضاً وبطولة هاني الروماني ورفيق سبيعي وفهد كعيكاتي. حقق العمل نجاحاً جماهيراً كبيراً، تلاه عدد من البرامج الأسبوعية الناجحة مثل “صور من العالم” ومسابقات “اقرأ” وصولاً للبرنامج الديني سبحان الله عام 1989، الذي قدمته الممثلة ثراء دبسي. وبعدها كان مسلسل “شخصيات ومواقف” وهو عبارة عن حلقات متصلة ومنفصلة في آن واحد، جاء بعده عام 1992 العمل الاجتماعي الأشهر في مسيرة رياض ديار بكرلي بعنوان الأخوة، بطولة جمال سليمان وصباح الجزائري.
وفي عام 1993 قدم مسلسل عن البيئة الساحلية بعنوان الخطوات الصعبة، تأليف مروان صقر، ثم أخرج مسلسل الحب والكراهية، من تأليف عبد النبي حجازي، سيناريو وإعداد رويدا الجراح، الذي تناول قضايا الفساد، وكان الأول في مسيرته الذي يتم تصويره خارج الاستديو. بعدها بعام أخرج الجزء الثاني من مسلسل الأخوة، وفي سنة 1999 قدم مسلسلاً مأخوذ عن قصة للأديب حسيب كيالي بعنوان تلك الأيام، وهو عمل كوميدي ساخر يتناول البيئة الإدلبية في خمسينيات القرن العشرين بما فيها من صراعات عائلية وسياسية، لعب فيه سليم صبري دور البطولة، وشارك فيه محمد خير الجراح وسلاف فواخرجي وغيرهم من نجوم الدراما السورية.
في عام 2001 قدم مسلسل ورود في تربة مالحة من تأليف تماضر المُوح، وهو ثاني عمل يحقق متابعة جماهرية واسعة بعد الأخوة، بطولة منى واصف وسلافة معمار وسلاف فواخرجي. آخر عمل أخرجه ديار بكرلي للتلفزيون كان عنوان شخصيات على ورق عام 2004، من تأليف خطيب بدلة، الذي تجري أحداثه في مدينة ريفية صغيرة عشية الوحدة السورية المصرية عام 1958.

## مناصب إدارية
في الفترة 1968-1975، تعاون رياض ديار بكرلي مع دريد لحام وجميل ولاية وعمر حجو في تأسيس نقابة الفنانين السوريين وكُلِّفَ برئاسة دائرة المنوعات ورئاسة دائرة التمثيليات في التلفزيون السوري. وفي سنة 1981 أصبح رئيساً لدائرة المخرجين قبل تسميته مديراً لدائرة الإنتاج التلفزيوني. إضافة لكل ما سبق، انتُخب عضواً في مجلس إدارة نقابة الفنانين، ونائباً لنقيب الفنانين وأمين سر النقابة حتى عام 1989.

## الوفاة
توفي رياض ديار بكرلي في دار السعادة للمسنين بدمشق في 30 تشرين الثاني 2019.

## أعماله
- تمثيلية الأستاذ ترلم (1962 – تأليف حكمت محسن)
- مسلسل سمر (1962 – تأليف وإخراج)
- برنامج حكايا شهرزاد (1967 – تأليف رويدا الجراح، إخراج مشترك مع علاء الدين كوكش)
- تمثيلية بياع المليون (1968 – تأليف محمد جومر، إخراج مشترك مع شكيب غنام)
- تمثيلية سلامات (1969 – تأليف أحمد قنوع)
- ثمثيلية الدقائق الخطرة (1969 – تأليف فارس زرزور)
- برنامج أسبوعيات محمود جبر (1969 – تأليف محمود جبر)
- مسلسل بريمو (1977 – تأليف أحمد قبلاوي)
- برنامج سبحان الله (1987 – تأليف عبد القادر القصاب)
- مسلسل شخصيات ومواقف (1989 – تأليف مجموعة من الكتاب)
- مسلسل الحب والكراهية (1990 – تأليف عبد النبي الحجازي)
- مسلسل الأخوة (1992 – تأليف رويدا الجراح)
- مسلسل الخطوات الصعبة (1993 – تأليف مروان صقر)
- تمثيلية الزهر (1995 – تأليف عبد النبي الحجازي)
- مسلسل الأخوة، الجزء الثاني (1997 – تأليف رويدا الجراح)
- مسلسل تلك الأيام (1999 – تأليف خطيب بدلة)
- مسلسل ورود في تربة مالحة (2002 – تأليف تماضر المُوح)
- مسلسل شخصيات على ورق (2004 – تأليف خطيب بدلة)